# Sant Maurici (Droma)
Saint-Maurice-sur-Eygues és un municipi francès situat al departament de la Droma i a la regió d'Alvèrnia-Roine-Alps. L'any 2007 tenia 629 habitants.

## Demografia

### Població
El 2007 la població de fet de Saint-Maurice-sur-Eygues era de 629 persones. Hi havia 267 famílies de les quals 71 eren unipersonals (16 homes vivint sols i 55 dones vivint soles), 90 parelles sense fills, 71 parelles amb fills i 35 famílies monoparentals amb fills.
La població ha evolucionat segons el següent gràfic:
Habitants censats

### Habitatges
El 2007 hi havia 355 habitatges, 266 eren l'habitatge principal de la família, 33 eren segones residències i 56 estaven desocupats. 314 eren cases i 36 eren apartaments. Dels 266 habitatges principals, 170 estaven ocupats pels seus propietaris, 81 estaven llogats i ocupats pels llogaters i 15 estaven cedits a títol gratuït; 3 tenien una cambra, 13 en tenien dues, 47 en tenien tres, 84 en tenien quatre i 119 en tenien cinc o més. 181 habitatges disposaven pel capbaix d'una plaça de pàrquing. A 135 habitatges hi havia un automòbil i a 104 n'hi havia dos o més.

### Piràmide de població
La piràmide de població per edats i sexe el 2009 era:
| Homes | Edats   | Dones |
| ----- | ------- | ----- |
| 0     | 95 o +  | 0     |
| 0     | 90 a 94 | 0     |
| 4     | 85 a 89 | 12    |
| 4     | 80 a 84 | 4     |
| 16    | 75 a 79 | 24    |
| 0     | 70 a 74 | 16    |
| 12    | 65 a 69 | 4     |
| 16    | 60 a 64 | 20    |
| 32    | 55 a 59 | 16    |
| 24    | 50 a 54 | 16    |
| 8     | 45 a 49 | 16    |
| 24    | 40 a 44 | 32    |
| 8     | 35 a 39 | 16    |
| 16    | 30 a 34 | 8     |
| 8     | 25 a 29 | 8     |
| 16    | 20 a 24 | 4     |
| 12    | 15 a 19 | 32    |
| 4     | 10 a 14 | 12    |
| 8     | 5 a 9   | 12    |
| 20    | 0 a 4   | 8     |

## Economia
El 2007 la població en edat de treballar era de 400 persones, 279 eren actives i 121 eren inactives. De les 279 persones actives 243 estaven ocupades (133 homes i 110 dones) i 36 estaven aturades (16 homes i 20 dones). De les 121 persones inactives 52 estaven jubilades, 28 estaven estudiant i 41 estaven classificades com a «altres inactius».

### Ingressos
El 2009 a Saint-Maurice-sur-Eygues hi havia 271 unitats fiscals que integraven 674,5 persones, la mediana anual d'ingressos fiscals per persona era de 14.853 €.

### Activitats econòmiques
Dels 30 establiments que hi havia el 2007, 3 eren d'empreses alimentàries, 2 d'empreses de fabricació d'altres productes industrials, 4 d'empreses de construcció, 9 d'empreses de comerç i reparació d'automòbils, 2 d'empreses de transport, 4 d'empreses d'hostatgeria i restauració, 1 d'una empresa financera, 3 d'empreses immobiliàries, 1 d'una empresa de serveis i 1 d'una empresa classificada com a «altres activitats de serveis».
Dels 11 establiments de servei als particulars que hi havia el 2009, 1 era una oficina de correu, 1 taller de reparació d'automòbils i de material agrícola, 2 paletes, 2 guixaires pintors, 1 empresa de construcció, 1 perruqueria i 3 restaurants.
Dels 2 establiments comercials que hi havia el 2009, 1 era una botiga de menys de 120 m² i 1 una fleca.
L'any 2000 a Saint-Maurice-sur-Eygues hi havia 45 explotacions agrícoles que ocupaven un total de 589 hectàrees.

## Equipaments sanitaris i escolars
El 2009 hi havia una escola elemental.

## Poblacions més properes
El següent diagrama mostra les poblacions més properes.